# Курёр, Матиас
Матиас Курёр (фр. Mathias Coureur; 22 марта 1988, Фор-де-Франс, Мартиника) — мартиникский футболист, полузащитник андоррского клуба «Атлетик».

## Карьера

### Клубная
Футбольную карьеру начинал 2007 году в французском клубе «Бове». В 2008 году перешёл в «Нант», в том же году был отдан в аренду в «Гёньон». В 2010 году перешёл в испанскую «Ориуэлу». В 2011 году играл за «Атлетико Балеарес». В 2013 году играл на родине за «Голден Лион», но вернулся в Испанию, став игроком «Уракан Валенсия».
Летом 2014 года подписал двухлетний контракт с болгарским клубом «Черно море». 30 мая 2015 года отличился в финале Кубка Болгарии (2:1, д.в.), забив в дополнительное время решающий гол в ворота знаменитого «Левски» и принеся своему клубу первый Кубок за 100 лет его существования. 16 июля забил гол минскому «Динамо» в квалификации Лиги Европы УЕФА (1:1). А 12 августа клуб с ним впервые в своей истории выиграл и Суперкубок Болгарии у другой болгарской знаменитости — неоднократного чемпиона страны клуба «Лудогорец» (1:0).
В июле 2016 стал игроком грузинского «Динамо Тбилиси», но сыграв всего лишь 2 матча, вернулся в Болгарию, подписав в сентябре контракт с «Локомотивом Горна-Оряховица».
В январе 2017 года стал игроком казахстанского клуба «Кайсар», заключив однолетнее соглашение. Отыграв два сезона, в ноябре 2018 года заявил о желании сменить обстановку и «получить новый вызов». И перешёл в южнокорейский клуб «Соннам».
15 января 2020 года вернулся в «Черно море», что было одобрительно встречено фанатами команды. За остаток сезона 19/20 в чемпионате Болгарии сыграл 15 матчей, в которых забил 15 голов.
В январе 2021 года подписал контракт с клубом турецкой Первой лиги «Самсунспором». Его клуб занял третье место в чемпионате, но в полуфинале плей-офф за выход в Суперлигу уступил «Алтынорду».
В сентябре присоединился к «Норт-Ист Юнайтед», выступающему в индийской Ай-Лиге. Однако, уровень футбола в лиге оказался ниже ожиданий полузащитника и он в скором времени заявил о желании покинуть клуб. В январе 2022 в третий раз вернулся в «Черно море».
Первые полгода 2023 провёл на родине, играя за «Голден Лион». Летом перешёл в клуб чемпионов Андорры сезона 22/23 «Атлетик» из Эскальдеса. За клуб дебютировал в матче предварительного раунда Лиги чемпионов против «Будучности» (0:3).

### Международная
В составе сборной Мартиники Курёр принимал участие в Золотом кубке КОНКАКАФ 2013.

## Достижения
«Черно море»
- Обладатель Кубка Болгарии: 2014/15
- Обладатель Суперкубка Болгарии: 2015